# Shintaro Kurumaya
Shintaro Kurumaya (車屋 紳太郎, Kurumaya Shintaro, Kumamoto, 5 april 1992) is een Japans voetballer die als verdediger speelt bij Kawasaki Frontale.

## Clubcarrière
Shintaro Kurumaya begon zijn carrière in 2014 bij Kawasaki Frontale.

## Japans voetbalelftal
Shintaro Kurumaya maakte op 10 oktober 2017 zijn debuut in het Japans voetbalelftal tijdens een vriendschappelijke wedstrijd tegen Haïti.

## Statistieken
| Japans voetbalelftal | Japans voetbalelftal | Japans voetbalelftal |
| Jaar                 | Wed.                 | Dlp.                 |
| -------------------- | -------------------- | -------------------- |
| 2017                 | 3                    | 0                    |
| 2018                 | 1                    | 0                    |
| Totaal               | 4                    | 0                    |